# Élections générales sud-africaines de 1958
Les élections générales sud-africaines du 16 avril 1958 ont été marquées par la 3e victoire consécutive du parti national. Il s'agit alors de la première et seule élection avec JG Strijdom comme chef de file et candidat du parti national au poste de premier ministre de l'Union de l'Afrique du Sud. 
Il s'agit de la première élection parlementaire d'Afrique du Sud où les listes électorales sont intégralement ségréguées, à la suite de la mise en application en 1956 de la loi constitutionnelle (Separate Representation of Voters Act 1951) retirant les électeurs coloureds des listes communes de la province du Cap.
Ce sont les dernières élections organisées en Afrique du Sud en tant que royaume du Commonwealth et sous l'intitulé d'Union sud-africaine.

## Mode de scrutin
En application du South Africa Act et de la nouvelle loi électorale en 1956 (Separate Representation of Voters Act 1951), seuls les blancs d'Afrique du Sud émargent sur les listes électorales. Dans la province du Cap, les électeurs coloureds élisent dorénavant sur des listes spécifiques, quatre députés blancs chargés de défendre leurs intérêts au parlement sud-africain. Quant aux populations noires de cette province, ceux disposant du droit de vote sont représentés par trois députés blancs. 

Le mode de scrutin appliqué depuis la formation de l'Union de l'Afrique du Sud en 1910 est celui du scrutin uninominal majoritaire à un tour. 
La chambre de l'assemblée du parlement sud-africain comprend 156 membres auxquels s'ajoutent les 7 représentants des circonscriptions autochtones et coloureds.
| Provinces        | province du Cap | Natal | Etat libre d'Orange | Transvaal | Sud-Ouest africain | Total |
| ---------------- | --------------- | ----- | ------------------- | --------- | ------------------ | ----- |
| Nombre de sièges | 52              | 16    | 14                  | 68        | 6                  | 156   |

## Forces politiques en présence à la fin de la11elégislaturede l'Union sud-africaine
Le Parti national, républicain, anti-britannique et initiateur de l'apartheid, est au pouvoir depuis les élections de 1948. L'ancien premier ministre Daniel François Malan s'est retiré de la vie politique en 1954 et a laissé la place à JG Strijdom. 
Sa principale opposition parlementaire est le parti uni (UP), nationaliste mais partisan de la fidélité au Commonwealth britannique, dirigé par De Villiers Graaff. Il est concurrencé par le parti libéral de Margaret Ballinger et Alan Paton, par le parti travailliste d'Alex Hepple et de Jessie MacPherson, ancienne maire de Johannesburg (1945-1946) et par la ligue sud-africaine (South African Bond) dirigé par M. R.R. Joubert, partisan du maintien de l'Afrique du Sud dans le Commonwealth, d'une large immigration et de l'économie libérale.
Sans compter les députés élus dans les circonscriptions autochtones, le Parlement sortant comprenait 96 nationalistes, 52 unionistes, 4 socialistes et 4 indépendants transfuges du parti Uni.
| Province                                             | Parti national | Parti uni | Indépendants | Parti travailliste | Parti libéral | Total |
| ---------------------------------------------------- | -------------- | --------- | ------------ | ------------------ | ------------- | ----- |
| Province du Cap                                      | 31             | 23        | -            | -                  | -             | 54    |
| Natal                                                | 2              | 11        | 1            | 1                  | -             | 15    |
| État libre d'Orange                                  | 13             | -         | -            | -                  | -             | 13    |
| Sud-Ouest africain                                   | 6              | -         | -            | -                  | -             | 6     |
| Transvaal                                            | 44             | 18        | 3            | 3                  | -             | 68    |
| Total (Électorat blanc et électorat coloured du Cap) | 96             | 52        | 4            | 4                  | -             | 156   |
| Province du Cap (circonscription autochtone)         | -              | -         | 1            | -                  | 2             | 3     |
| Total                                                | 96             | 52        | 5            | 4                  | 2             | 159   |

## Campagne électorale
En 1958, l'Afrique du Sud est en pleine application des lois de l'Apartheid. À l'extérieur, l'indépendance du Ghana et les indépendances annoncées pour plusieurs autres territoires africains inquiètent les Afrikaners, notamment parce qu'elles exposent leur position minoritaire sur le continent et dans leur propre pays (l'Afrique du Sud compte alors un Afrikaner pour 4 noirs). N'ayant pas de patrie de replie, ils supportent de moins en moins les critiques dont ils sont de plus en plus souvent l'objet dans les instances internationales. À l'intérieur, le pays a été par ailleurs marqué durant les années précédentes par une vague de contestation animée par le congrès national africain et ses alliés. Considérant ce contexte, le parti national axe sa campagne autour de l'apartheid présentée comme la solution miracle à tous ces problèmes. Ainsi, le thème de l'établissement d'une république en Afrique du Sud est écartée pour engranger un maximum de voix anglophones dans une communauté attachée au maintien du pays dans le Commonwealth. 
Deux cent soixante-douze candidats se présentent pour occuper l'un des 156 sièges à pourvoir, mais dans 24 circonscriptions, les candidats du parti Uni n'ont pas d'adversaires, ce qui limite à 132 le nombre des circonscriptions concernées par la campagne électorale.

## Résultats

### Vote des électeurs de couleurs
Dans la province du Cap, le 3 avril 1958, les 50 000 électeurs coloureds, radiés en 1956 des listes communes, ont élu sur des listes spécifiques, quatre députés blancs, tous du parti uni. Quant aux populations noires de cette province, leurs trois députés blancs ont été élus lors d'un scrutin spécifique organisé le 1er décembre 1954. Deux sièges avaient été alors remportés par des membres du parti libéral (A.W.P. Stanford pour la circonscription autochtone du Transkei et Margaret Ballinger pour celle du Cap-oriental). Le troisième siège représentant la circonscription autochtone du Cap-occidental avait été remporté par un candidat indépendant, L.B. Lee-Warden. Ces trois sièges seront supprimés en 1960 dans le cadre de la loi d'autonomie des bantoustans.

### Vote des électeurs blancs
Concernant les 156 sièges réservés au vote des électeurs blancs le 16 avril 1958, le Parti National, bénéficiant à la fois du redécoupage électoral et de sa progression en voix, obtient 103 sièges contre 53 au Parti Uni. Les travaillistes sont rayés de la carte électorale. Le taux de participation atteint 74,4 %. 
Les 4 principaux partis n'avaient cependant pas des candidats dans toutes les circonscriptions. Dans les 24 circonscriptions où ne se présentaient qu'un seul candidat (tous du parti uni), ces derniers furent automatiquement élus, faute d'opposants. 
En termes de forces politiques, le parti national l'emporte pour la première fois à la majorité absolue des suffrages et des sièges. 
| Province                                     | parti national | parti uni | parti libéral | Indépendant | Total |
| -------------------------------------------- | -------------- | --------- | ------------- | ----------- | ----- |
| Province du Cap                              | 33             | 19        | -             | -           | 54    |
| Natal                                        | 2              | 14        | -             | -           | 16    |
| État libre d'Orange                          | 14             | -         | -             | -           | 14    |
| Sud-Ouest africain                           | 6              | -         | -             | -           | 6     |
| Transvaal                                    | 48             | 20        | -             | -           | 68    |
| Total (Électorat blanc)                      | 103            | 53        | -             | -           | 156   |
| Province du Cap (circonscription autochtone) | -              | -         | 2             | 1           | 3     |
| Province du Cap (circonscription coloured)   | -              | 4         | -             | -           | 4     |
| Total                                        | 103            | 57        | 2             | 1           | 163   |